# 小行星7698
小行星7698（英語：7698 Schweitzer）是一颗围绕太阳公转的小行星。1989年1月11日，佛蒙特·伯根在陶腾堡发现了此天体。
这颗小行星的绝对星等为10.22492513650034等。